# Tipo KD6a
El Tipo KD6a fue una subclase de submarinos, encuadrada en la Clase Kaidai, operativos en la Armada Imperial Japonesa durante la Segunda Guerra Mundial. Se fabricaron seis unidades, identificadas incrementalmente desde I-68 a I-73. El 20 de mayo de 1942 todos ellos fueron renumerados aumentando su identificativo en un centenar, excepto los I-70 e I-73, que ya habían resultado hundidos en combate.

## Resumen operativo
Ninguno de los submarinos sobrevivió a la guerra. El primero en ser hundido fue el I-70, el 10 de diciembre de 1941. El último fue el I-169, el 4 de abril de 1944.
| Submarino | Astillero          | Iniciado   | Botado     | Completado |
| I-168     | Kure (arsenal)     | 18-06-1931 | 26-06-1933 | 31-07-1934 |
| I-169     | Mitsubishi de Kōbe | 22-12-1932 | 15-02-1934 | 28-09-1935 |
| I-70      | Sasebo (arsenal)   | 25-01-1933 | 14-06-1934 | 09-11-1935 |
| I-171     | Kawasaki de Kōbe   | 15-02-1933 | 25-08-1934 | 24-12-1935 |
| I-172     | Mitsubishi de Kōbe | 16-12-1933 | 06-04-1935 | 07-01-1937 |
| I-73      | Kawasaki de Kōbe   | 05-09-1933 | 20-06-1935 | 07-01-1937 |